# Koganei
Koganei (小金井市 -shi) é uma cidade japonesa localizada na província de Tóquio.
Em 2003, a cidade tinha uma população estimada em 113 786 habitantes e uma densidade populacional de 10 042,89 h/km². Tem uma área total de 11,33 km².
Recebeu o estatuto de cidade a 1 de Outubro de 1958.